# Saint-Uze
Saint-Uze település Franciaországban, Drôme megyében. Lakosainak száma 2129 fő (2022. január 1.). Saint-Uze Albon, Beausemblant, Laveyron, Saint-Barthélemy-de-Vals és Saint-Jean-de-Galaure községekkel határos.

## Népesség
A település népessége az elmúlt években az alábbi módon változott:
| Lakosok száma | 1980 | 2003 | 1846 | 1783 | 2002 | 2025 | 2046 | 2062 | 2083 | 2129 |
|               | 1968 | 1982 | 1990 | 2006 | 2013 | 2015 | 2017 | 2019 | 2020 | 2022 |